# Elba Berón
Elba Berón (31 de diciembre de 1930 − 5 de marzo de 1994) fue una cancionista argentina de tango, que perteneció a una familia de destacados artistas populares.
Nació en la ciudad de Zárate (provincia de Buenos Aires), hija del cantor, compositor y guitarrista criollo Adolfo Manuel Berón, y de Antonia Iglesias.
Cuando Elba tenía pocos años de edad, sus dos hermanos mayores Manuel Adolfo, José y Raúl ―que habían aprendido a cantar y tocar la guitarra con su padre ejecutaban música folclórica, con la que se destacaron en radios de la ciudad de Buenos Aires.
Desde la más tierna infancia, Elba y su hermana menor Rosita también aprendieron con su padre a tocar la guitarra y cantar temas folclóricos. Todos los días, en su hogar se realizaban tertulias con artistas zarateños, por lo que la música era parte de la vida familiar.
En 1943, a los 12 años de edad, Elba debutó en el programa de radio La Matinée de Juan Manuel, como cancionista de temas criollos, acompañándose con su guitarra.

## Las Hermanas Berón
Con los innovadores aires del gobierno de Juan Domingo Perón, entre 1945 y 1955, los músicos argentinos eran estimulados por la nueva Ley de Difusión, que establecía que el 50% de la música que se difundía en las radios, o se interpretaba en las «confiterías» (lugares de baile de la clase media) y en espectáculos bailables, debía ser música nacional. Además la ley exigía la participación de números en vivo en los intervalos de las funciones cinematográficas.
En 1946, a los 15 años, Elba Berón formó un dúo con su hermana Rosita (de 13), y repitieron lo que diez años antes habían logrado sus hermanos mayores José y Raúl: debutaron en Radio Belgrano, donde interpretaban canciones criollas, milongas y valses. 
Elba tenía un timbre vocal muy semejante al de sus hermanos Raúl y José. También tenía de Sofía Bozán una manera particular de frasear el tango.
Su hermana Rosita aportaba al dúo la voz más aguda. Actuaron en los más importantes espectáculos radiales en vivo y registraron muchas grabaciones. Trabajaron juntas durante diez años
Las Hermanas Berón fueron las figuras estelares en las confiterías La Querencia, Goyescas, Mi Refugio y en las radios Belgrano, El Mundo y Radio Provincia de Buenos Aires.
El dúo se disolvió en 1956 ya que Rosita se casó con Roberto Resquín, un reconocido futbolista del Club San Lorenzo de Almagro que fue contratado en Colombia, por lo que el matrimonio pasó a residir en ese país, por lo que Elba continuó su carrera como solista y definida hacia el tango.

## Con Troilo
En 1960, Elba Berón fue contratada para participar en la comedia musical Caramelos surtidos (de Enrique Santos Discépolo), cuya puesta en escena estuvo a cargo de Cátulo Castillo. En dicha obra se destacó en la interpretación del tango «¡Y a mí qué!» (de tema grotesco, con música del bandoneonista Aníbal Pichuco Troilo y letra de Cátulo Castillo).
En febrero de 1961, al finalizar la temporada teatral, Troilo la incorporó a su orquesta, junto con el cantor Roberto Polaco Goyeneche, para suplantar al cantor Ángel Cárdenas (que había sido reemplazado brevemente por Jorge Casal). Fue la primera mujer que participó como cancionista estable de una orquesta de la magnitud de Aníbal Troilo. Se presentaban regularmente en radio El Mundo.
Berón trabajó con Pichuco durante casi 3 años, hasta el 30 de noviembre de 1963, dejando impresos en el sello RCA Victor los temas «¡Y a mí qué!», su éxito en Caramelos surtidos, grabado en enero de 1962, «Desencuentro», tango de Pichuco Troilo y Cátulo Castillo, «Cachirliando», milonga compuesta por su padre Manuel Berón y por Enrique Uzal y «Coplas» de Aníbal Pichuco Troilo y Alberto Martínez, en memorable dueto con el Polaco Goyeneche.
El 30 de noviembre de 1963 Berón ―de 32 años― actuó por última vez con Troilo, quien suspendió temporalmente sus actuaciones.
Para cuando Troilo regresó a la actividad y la convocó, ya Elba había contraído otros compromisos y fue reemplazada por el cantor Roberto Rufino.

## Solista
La cantante siguió su carrera como solista durante 13 años más.
En los años setenta, Elba Berón cantó en varias oportunidades en el Canal 13 de Buenos Aires, en uno de los más importantes programas de la historia de la televisión argentina, Sábados Circulares, conducido por Nicolás Pipo Mancera (1929-2011). Era acompañada por el grupo musical dirigido por su hijo, el joven pianista, compositor y arreglador de tango Paquito Berón.
En esa época, Elba grabó el disco Tangos reos ―con el acompañamiento del cuarteto A Puro Tango, dirigido por el maestro Miguel Nijensohn―, para la discográfica Magenta.

## Otra vez las hermanas
En 1977, Elba ―de 46 años― le propuso a su hermana Rosita ―que ya había vuelto a vivir en Capital Federal― volver a formar el dúo. Entre ambas compraron una casa en el barrio de San Telmo (en el centro de la ciudad), que convirtieron en local de tango: La Casa de las Hermanas Berón, donde presentaban sus espectáculos todos los fines de semana. El hijo de Elba ―el joven pianista, compositor y arreglador de tango Paquito Berón― era el director musical del espectáculo.
En los años ochenta, Elba, Rosita y Paquito abrieron otra tanguería en Mar de Plata, donde actuaban durante los veranos.
Sus interpretaciones más recordadas son sus tangos con la orquesta de Troilo De mi barrio, el grotesco ¡Y a mí qué!; el trágico «Desencuentro», el romántico «Coplas», el arrabalero «Un embroyo».
Su personalísimo estilo bromista fue un símbolo del tango arrabalero y burlón de Buenos Aires.